# Observatoire de l'environnement
 (novembre 2021).
 (novembre 2021).
Un observatoire de l'environnement est une structure, généralement publique ou associative (éventuellement non gouvernementale), collectant et centralisant des données environnementales, sous forme d'indicateurs, pour la biosurveillance (ou bio-monitoring), la surveillance environnementale, la gestion et/ou l'élaboration et l'évaluation des politiques environnementales.
En France, les observatoires de l'environnement les plus connus sont :
- L'Observatoire national de la biodiversité[1]
- L'Observatoire national sur les effets du réchauffement climatique[2]
- L'Observatoire national de la mer et du littoral[3]

À ne pas confondre avec les Observatoire de recherche en environnement (ORE). Ces derniers, fondés en 2001, et financés à partir de 2003 pour regrouper autour d'une même plate-forme 30 ORE labellisés par le ministère de la Recherche (sur les thèmes Hydrologie, Écosystèmes et biodiversité, Atmosphère et climat, Dynamique côtière et Océans, Terre solide, etc.).
La France, comme d'autres pays européens manquant de systèmes d'observation et d'expérimentation pérennes dans le domaine de l'environnement, suivant les recommandations du Grenelle Environnement (2008) et de la Stratégie nationale pour la recherche et l'innovation en sciences de l'environnement (SNRI, 2009) a imaginé d'élargir le dispositif en créant (en 2009) les Systèmes d'observation et d'expérimentation (SOERE), à long terme, pour la recherche en environnement), soutenus sur la base de programme quadriennal (2009 – 2012 dans un premier temps).  

## Données observées
Les données observées viennent de sources nombreuses et de différents niveaux géographiques et séries temporelles. 
Elles sont rassemblées ou agrégées, éventuellement au sein d'une structure supra nationale (Europe, ONU, OCDE, etc.), d'un pôle de compétence en environnement ou d'un observatoire dédié (par exemple l'Observatoire de la biodiversité, collectant des indicateurs de biodiversité).

## Moyens d'acquisition

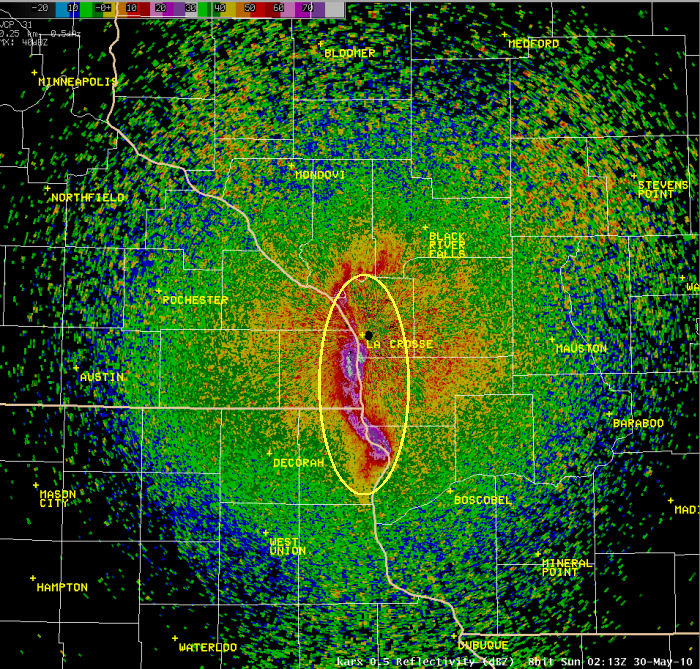
Image issue d'un radar météorologique montrant l'émergence des éphémères à HAC, le 29 mai 2010

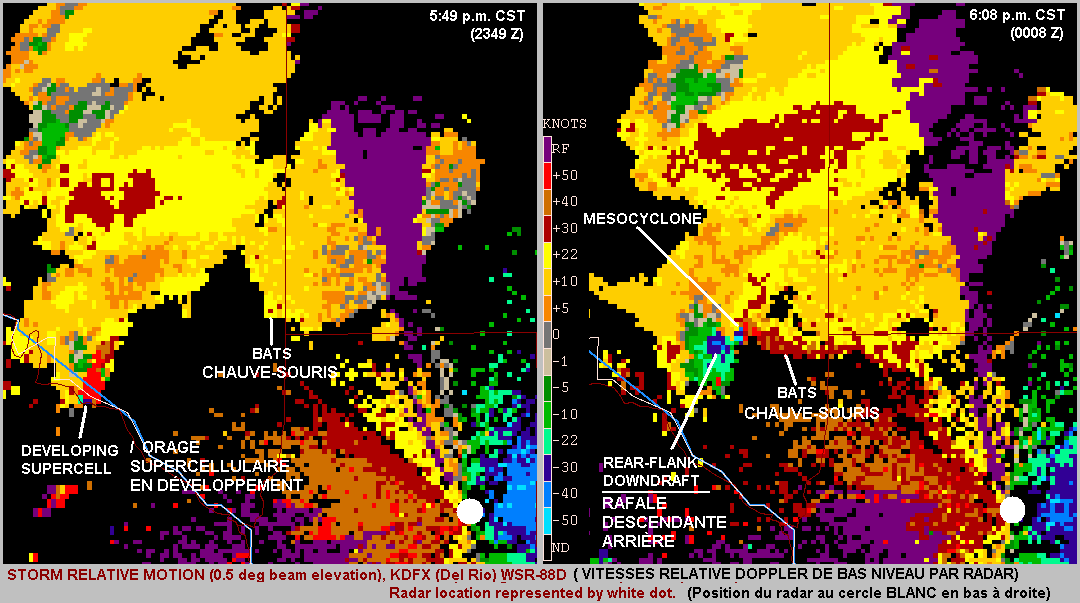
Image radar Doppler montrant les vitesses radiales de masses d'air et un vol de chauve-souris

La donnée environnementale est acquise par les moyens classiques de l'observation humaine directe, mais aussi par l'utilisation du vivant comme capteur (plantes, animaux..) appelée bio indication ou bio accumulation, l'acquisition automatique de données via des capteurs ou encore l'analyse d'imagerie aérienne et/ou satellitaire (télédétection). 
Par exemple, l'image de droite en haut provient du radar météorologique La Crosse au Wisconsin, faisant partie du réseau NEXRAD du National Weather Service des États-Unis. Il est possible d'observer de vastes nuages d'éphémères lors des émergences avec un tel radar réglé en détection très sensible, dite en air clair, ici le long du fleuve Mississippi. Les échos radar matérialisant le nuage d'insecte apparaissent en couleurs vives rose, violet et blanc. Cette tache correspond à un vaste et épais nuage d'insectes (plusieurs mètres d'épaisseur) principalement au sud de La Crosse. Cette nuit-là, le radar a permis de voir qu'après l'éclosion sur la rivière et ses berges, les éphémères ont été plus ou moins dispersés par des vents de sud-sud-est en environ dix à vingt minutes. 
L'image en dessous montre un vol de chauve-souris au sud-Texas se dirigeant vers un orage supercellulaire ayant généré une tornade avec de probables conséquences fatales pour les chauve-souris. Dans les deux cas, le radar météorologique peut aider à quantifier les espèces et noter leurs habitudes sur de vastes territoires.
Dans un futur proche les véhicules, les téléphones portables pourraient eux-mêmes être équipés de GPS et capteurs qui renseigneraient en temps réel les observatoires de qualité de l'air. Intel a déjà en 2008 conçu 5 téléphones mobiles testés à San Francisco, capables d'analyser et afficher les taux de 5 polluants de l'air. Ces outils augmenteront les capacités de crowdsourcing et de contribution du public aux sciences participatives.
Des outils innovants permettent d'inventorier et de cartographier les indicateurs de la biodiversité, et d'étudier les relations inter-espèces.
Parmi les outils émergents et innovants par exemple, on recense divers types de drones (aériens, sous-marins) et depuis 2010, l'utilisation des abeilles comme capteurs vivants durables dans le cadre de réseaux d'utilisateurs grâce à des applications informatiques pour mobiles et pc de bureau. (ex : logiciel de sauvegarde des abeilles et de gestion apiculture bee-partner)

## Fonctions

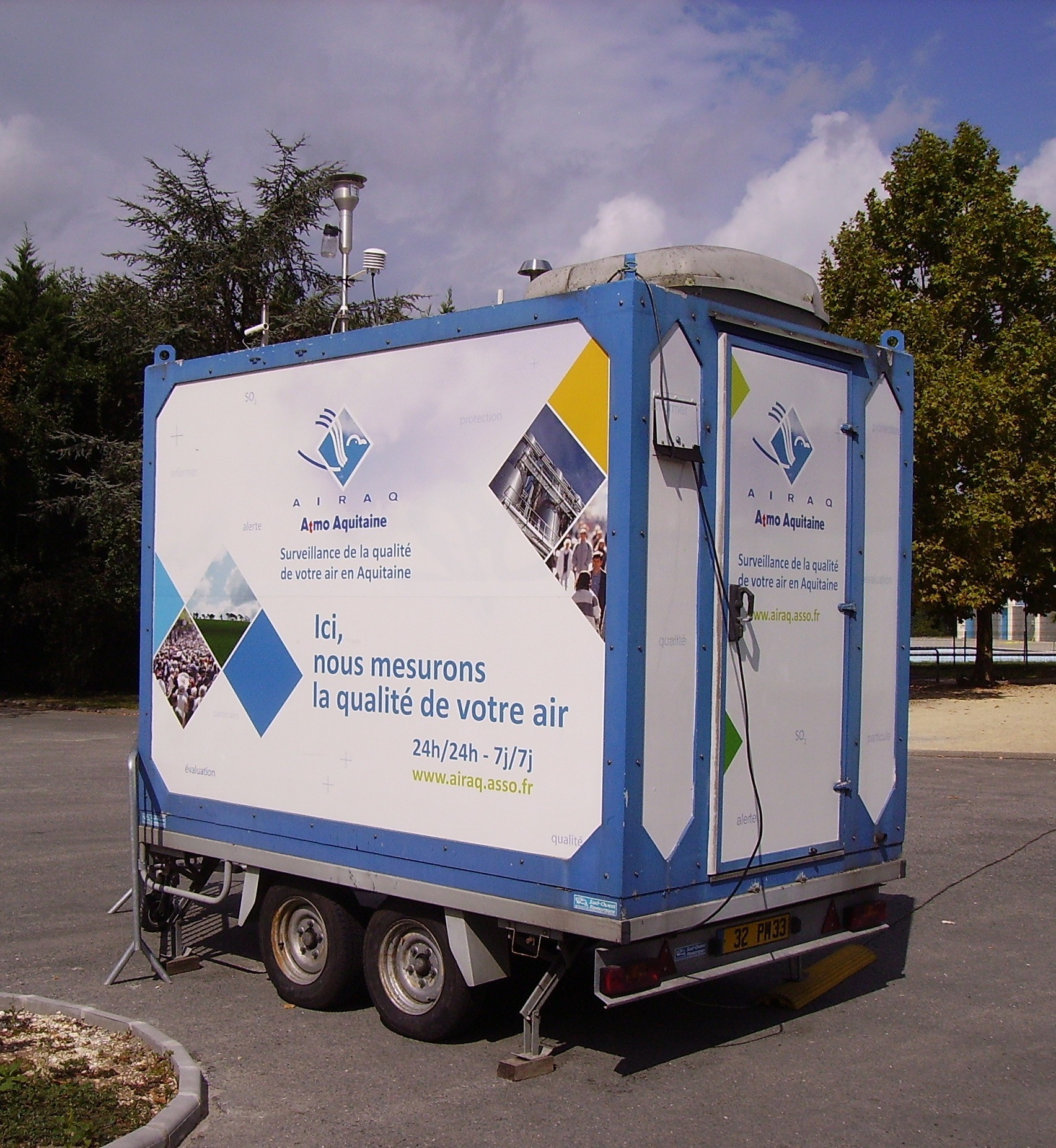
Remorque laboratoire de mesure de la qualité de l'air en Aquitaine (AASQA Airaq).

La première fonction des observatoires de l'environnement est la surveillance de l'environnement. Ceci passe généralement par la création de bases de données et de séries statistiques ou descriptives à régulièrement mettre à jour. 
Leur couverture thématique et géographique est plus ou moins restreinte à un certain territoire (ex. : observatoire du littoral) et/ou à un certain nombre d'indicateurs (ou bio-indicateurs) choisis en fonction d'objectifs initiaux de suivi :
- certains de ces observatoires ont un objectif applicatif direct (ex. : certification, écocertification, éco-socio-certification, évaluation d'impacts d'aménagements ou d'opération de renaturation) ;
- d'autres sont plutôt des outils de recherche (recueil et valorisation des données scientifiques) ou d'évaluation [ex. : cartographie des corridors biologiques, observatoires de la qualité de l'air, de l'eau ou des sols, du vivant par bio monitoring  (exemple: vigilance environnementale par colonie d'abeilles - procédé bee-partner)]

Pierre Albertini estimait en 1993 que « les CESR pourraient être complétés par de véritables « observatoires de l'environnement » chargés d'actualiser les données et de faciliter le suivi des politiques régionales. Cette double capacité d'information et d'expertise permettrait aux régions de disposer d'instances techniques et de les affranchir du monopole de la collecte de données dont jouit l'État. En même temps elle favoriserait sans doute, dans un esprit de dialogue plus constructif, l'ouverture au monde souvent méfiant et dispersé des associations ? »
Les échelles d'observation varient du local (observatoire des impacts d'une autoroute par exemple) à des échelles plus globales, et utilisent souvent des techniques statistiques d'interpolation.

## Impact économique
Dans de nombreux pays, une grande partie des inventaires de terrain sont effectués par des naturalistes bénévoles. La Convention sur la diversité biologique (CDB) demande aux États signataires de fournir, notamment à l'ONU (PNUE), des indicateurs évaluant la performance de leurs initiatives visant à enrayer la perte de la biodiversité. 16 indicateurs clés ont été identifiés pour le suivi des objectifs de cette CDB mais seul l'un d'entre eux − intitulé «Tendances dans l'abondance et la répartition d'espèces indicatrices» (Trends in the abundance and distribution of selected species) − est un indicateur global direct de suivi de la biodiversité « non exploitée ».
En France, cette surveillance repose entièrement sur les données recueillies par des bénévoles. Le temps de travail consacré à ce suivi peut donc être assimilé à une économie significative en coûts administratifs. Des chercheurs du MNHN et d'Ifremer ont tenté de chiffrer cette économie : pour les années 2000-2010, selon les scénarios retenus, les bénévoles, scientifiques ou amateurs, ont ainsi permis une économie estimée entre 678 523 et 4 415 251 € par an, rien que pour l'administration française.
La motivation des volontaires et leur nombre, ainsi que leur large répartition sur le terrain, compense et limite le risque de biais dans les évaluations, bien qu'il faille sans cesse continuer à améliorer les protocoles, les valider et mieux utiliser les nouveaux outils (collaboratifs et informatiques notamment), qui permettent maintenant à des personnes de mieux contribuer à ce type de travail, en réseau, et sans formation spécialisée de longue durée. La formation des universitaires à la taxonomie a reculé faute de budget ou de priorité dans les pays de l'OCDE, et les bénévoles spécialistes des espèces, de l'identification, la taxonomie et recensement sont maintenant beaucoup plus nombreux que les professionnels. À titre d'exemple, pour recueillir un même type d'information (indicateurs de biodiversité pour l'évaluation de la biodiversité en Europe), les équipes sont constituées de 83,3 % de bénévolat en moyenne pour l'Allemagne et de 0 % en Pologne.
Une alternative a été mise en place dans le cadre du programme Bee Secured soutenue par l'association Maksika, Apisystems, bee-partner le CEA de Grenoble. Grâce à ce programme, Bee Secured, effectue en continu de la surveillance de l'environnement et de indication de la qualité environnementale à partir des abeilles. La force de ce programme repose sur l'utilisation simultanée des services écosystémiques fournis gratuitement par les abeilles et sur la valorisation du métier d'apiculteur à travers une activité complémentaire "d'api-vigilance" La motivation est donc assurée.

## Représentation des données
Les données de bases, quantitatives et/ou qualitatives, sont généralement agrégées, croisées et rendues au public et à leurs utilisateurs potentiels sous de nombreuses formes, dont :

### Tableaux et bases de données
De nombreux logiciels, éventuellement interactifs et dynamiques (compteurs par exemple), permettent de présenter divers types de données statistiques.

### Représentations graphiques
Graphes, graphiques, illustrations.

### Représentation cartographique
Cartes statiques ou dynamiques (animations), de plus en plus souvent construites sur SIG (système d'information géographique), avec un souci croissant d'interopérabilité.
Parmi les SIG on trouve des logiciels libres tels que QGIS qui permettent de réaliser à moindre coût les cartes décrivant les observations.
Des réalisations concrètes de cartes sont régulièrement publiées en particulier sur la qualité de l'air (air PACA, etc.), la biodiversité, les abeilles par des associations ou des fondations (la Fondation pour la recherche sur la biodiversité, le Muséum national d'histoire naturelle par exemple).

### Photographies (ancienne et contemporaine)
Séries évolutives de photos (pour un observatoire du paysage par exemple).

## Aspects juridiques
Les droits d'auteur, comme le partage des droits et coûts d'acquisition parfois élevés (imagerie satellitale ou aérienne par exemple) et de mise à disposition des données composites et d'origine multiple posent souvent de complexes problèmes juridiques.

## Éthique environnementale
Dans quelques cas :
- la pression d'observation peut affecter les espèces ou leurs habitats, en particulier au moment des migrations, de la reproduction, de l'élevage des petits, ou pour des espèces très sensibles au dérangement, surtout quand elles sont au bord de l'extinction ;
- l'observation d'espèces dangereuses (grands carnivores, grands herbivores, animaux venimeux, organismes extrêmophiles, etc.) peut parfois mettre l'observateur en danger. Les techniques modernes de suivi à distance limitent ce risque ;
- la publication de données trop précises sur la localisation d'une espèces rare ou peu appréciée peut conduire à ce que des braconniers ou personnes mal intentionnées détruisent des populations entières, causant éventuellement l'extinction d'une espèce. En Europe, on admet que certaines données ne soient pas trop précisément géo-référencées dans les données accessibles au grand public ;
- la pose de balises de type Argos ou de colliers émetteur peut mettre un animal en difficulté et amoindrir ses chances de survie ;
- le piégeage et les techniques de marquage/capture-recapture sont aussi des sources de stress pour la faune ainsi suivie.

Des techniques moins invasives pour le milieu ou l'animal sont développées.

## Difficultés
Outre leur financement, les principales difficultés rencontrées par les observatoires de l'environnement sont :
- l'accès à la donnée ;
- la complexité de certains sujets (biodiversité, fragmentation écopaysagère, naturalité, diversité génétique par exemple) ;
- le manque de standardisation ;
- la rareté de certaines données statistiques anciennes nécessaires à caler ou valider des modèles (dans les domaines d'étude de tendance, pour la prospective, par exemple dans le domaine de la biodiversité ;
- le manque d'homogénéité dans les protocoles ;
- le manque de définitions partagées, ou leur variation dans le temps, ainsi que la difficulté de travailler avec un grand nombre de pays et donc de langues ;
- les questions juridiques (Cf. § ci-dessus) ;
- en amont de l'analyse de la donnée, la surveillance d'espèces dans la nature nécessite un temps long notamment pour les espèces longévives ou à faible taux de reproduction (grands cétacés par exemple) et parfois une fréquence élevée (par exemple pour le suivi de prédateurs carnivores consommant des rongeurs dont les populations augmentent et se réduisent de manière cyclique[13]. Certaines méthodes doivent être calées et contrôlées. Par exemple le suivi par les fèces peut être plus difficile dans les régions où les espèces coprophages sont plus abondantes[14]. Certaines espèces sensibles au dérangement détectent de loin leurs observateurs, même camouflés[15]. Elles sont difficiles à observer dans un environnement dépourvu de « cachettes ». Quand l'espèce est rare et/ou très difficile à observer (dans la jungle, le sol, ou les grands fonds marins par exemple), l'établissement d'indices d'abondance statistiquement fiables est plus délicat[16].

## Types de mise à disposition
Les indicateurs peuvent être livrés sous forme brute ou agrégée, éventuellement commentée, sur différents supports :
- CD-ROM ;
- publication papier ;
- mise en ligne sur l'Internet.

Des développeurs bénévoles, utilisant des données officielles et des logiciels libres ou logiciels ouverts (Google earth par exemple) produisent des mises à disposition originales d'indicateurs. À titre d'exemple, une visualisation cartographique des usines les plus polluantes en Europe.

#### Concernant la surveillance de la faune
- Hays SM, Aylward LL. (2009) Using Biomonitoring Equivalents to interpret human biomonitoring data in a public health risk context. J Appl Toxicol. ;29(4):275 -88.
- Hays SM, Becker RA, Leung HW, Aylward LL, Pyatt DW. (2007) Biomonitoring equivalents:  a screening approach for interpreting biomonitoring result s from a public health risk  perspective . RegulToxicolPharmacol. ;47(1):96- 109.
- Jennelle, C. S., M. C. Runge et D. I. MacKenzie. 2002. The use of photographic rates to estimate densities of tigers and other cryptic mammals: a comment on misleading conclusions. Animal Conservation 5:119–120 CrossRef, CSA
- Karanth, K. U. et J. D. Nichols. 1998.  Estimation of tiger densities in India using photographic captures and recaptures. Ecology 79:2852–2862 CrossRef, CSA
- Kohn, M. H., E. C. York, D. A. Kamradt, G. Haught, R. M. Sauvajot et R. K. Wayne. 1999. Estimating population size by genotyping faeces. Proceedings of the Royal Society of London, Series B 1999:657–663 (Résumé (en))
- Moruzzi, T. L., T. K. Fuller, R. M. DeGraaf, R. T. Brooks et W. Li. 2002. Assessing remotely triggered cameras for surveying carnivore distribution, Wildlife Society Bulletin 30:380–386 (Résumé (en)).
- Pellikka, J., H. Rita et H. Lindén, 2005, Monitoring wildlife richness—Finnish applications based on wildlife triangle censuses, Annales Zoologici Fennici 42:123–134

#### Observatoires de l'environnement
- Observatoire national de la biodiversité

- Observatoire de Recherche en Environnement OLA (Observatoire des Lacs Alpins) (UMR CARRTEL INRA, université de Savoie Mont Blanc Thonon-les-Bains, http://www6.dijon.inra.fr/thonon/)
- départemental de l'environnement (Finistère, France, produisant un « atlas de l'environnement »)
- Observatoire de l'environnement naturel (Luxembourg)
- Observatoire de l'environnement en Nouvelle-Calédonie - OEIL
- Observatoire pérenne de l'environnement (Meuse/Haute-Marne)
- Observatoire du bruit en Ile-de-France

#### Observatoires desforêts
- Observatoire de la forêt méditerranéenne
- Observatoire de l'aménagement forestier durable de Galice (en Espagne)
- Observatoire des forêts d'Aquitaine
- Observatoire Européen des forêts de montagne
- Observatoire National du Marché, des Produits et des Services Forestiers, Italie
- Forêt modèle (Concept canadien, qui joue pour partie un rôle d'observation)

#### Observatoires des sites et sols pollués
- BASIAS et BASOL (en France)